# Hvalnico pojem ti
Hvalnico pojem ti je studijski album krščanske duhovne ritmične glasbe, ki ga je posnela skupina Mlada srca.
Album je bil izdan februarja 2003, ustvarjali pa so ga od decembra leto prej.
Posnet je bil v Studiu 22 Radia Maribor.

## Seznam pesmi
| Št.             | Naslov                  | Besedilo                | Glasba          | Dolžina |
| --------------- | ----------------------- | ----------------------- | --------------- | ------- |
| 1.              | „Mlada srca‟            | J. Ferlež               | J. Ferlež       | 2:56    |
| 2.              | „Hvalnico pojem Ti‟     |                         |                 | 2:58    |
| 3.              | „Moja luč‟              | K. Zemljič, M. P. Budja | M. Knez         | 2:10    |
| 4.              | „Darovanje‟             | M. Knez                 | M. Knez         | 1:59    |
| 5.              | „Pesem miru‟            |                         |                 | 2:24    |
| 6.              | „Aleluja‟               | M. Knez                 | M. Knez         | 1:53    |
| 7.              | „Marija, naša Mati‟     | M. Knez                 | M. Knez         | 2:55    |
| 8.              | „Dar ljubezni‟          | B. Vrecl                | B. Vrecl        | 2:49    |
| 9.              | „Veselje‟               | J. Ferlež               | J. Ferlež       | 2:25    |
| 10.             | „Ljubim te, moj Gospod‟ |                         |                 | 2:27    |
| 11.             | „Pesem božične noči‟    | Livingston              |                 | 3:58    |
| Skupna dolžina: | Skupna dolžina:         | Skupna dolžina:         | Skupna dolžina: | 29:17   |

## Sodelujoči
- Mlada srca – vokali
  - Karin Zemljič
  - Mojca Polh Budja
  - Simon Pleteršek
  - Slavko Pleteršek
- Matjaž Knez – kitare in klarinet, spremljevalni vokal
- Nina Šalamon – spremljevalni vokal
- Brigita Golobič – spremljevalni vokal
- Klara Golobič – spremljevalni vokal

### Produkcija
- Darko Kukovič – tonski mojster
- Sašo Romih – tonski mojster
- Dominik Krt – aranžer
- Smiljan Greif – producent